# Luna Sea
Luna Sea (стилізовано як LUNA SEA) — японський рок-гурт, створений у префектурі Канаґава в 1986 році. Вважаються одними з найвпливовіших і найуспішніших у жанрі visual kei. У середині 1990-х років вони відійшли від яскравих образів, а після однорічної перерви в 1997 році повернулися з більш мейнстрімовим альтернативним рок-стилем. У 2003 році HMV Japan поставив Luna Sea під номер 90 у своєму списку 100 найважливіших японських поп-гуртів.
Спочатку гурт був заснований у 1986 році басистом Джеєм та ритм-гітаристом Інораном під час навчання в середній школі. Спочатку гурт називався Lunacy (з англ. Божевілля). У 1989 році вони залучили головного гітариста Суґізо, барабанщика Шин'я та вокаліста Рюїчі, склад гурту залишається незмінним до тепер. Вони випустили кілька демо-записів, перш ніж перейменувати себе в Luna Sea і випустити свій однойменний дебютний альбом у 1991 році. Гурт досяг свого проривного успіху завдяки розпроданому туру в 1991 році, який допоміг їм отримати контракт з MCA Victor і з випуском їх другого альбому Image (1992), який досяг дев'ятого місця в музичному чарті Oricon. Після альбомів Eden (1993), Mother (1994) і Style (1996), які отримали схвалення критиків, гурт перейшов на Universal у 1998 році та випустив свій бестселер студійний альбом Shine. Наприкінці 2000 року, після сьомого студійного альбому Lunacy розпалися.
Luna Sea возз'єдналися для одноразового концерту у 2007 році в Tokyo Dome і знову у 2008 році для меморіального саміту Хіде. У 2010 році група офіційно возз'єдналася і провела світове турне. Через три роки вони випустили свій перший новий альбом за тринадцять років — Will. Їхній дев'ятий альбом «Luv» вийшов через чотири роки, у 2017 році. Наприкінці 2019 року їхній десятий альбом «Cross», співпродюсером якого був Стів Ліллівайт, став першим, який очолив Billboard Japan.

## Склад
- Джун «Джей» Оносе — бас-гітара, бек-вокал
- Кійонобу «Іноран» Іное — ритм-гітара, бек-вокал
- Юне «Суґізо» Сугіхара — гітара, скрипка, бек-вокал
- Шин'я Ямада (яп. 真矢) — барабани, перкусія
- Рюїчі Кавамура — вокал

## Дискографія
Студійні альбоми
- Luna Sea (1991)
- Image (1992)
- Eden (1993)
- Mother (1994)
- Style (1996)
- Shine (1998)
- Lunacy (2000)
- A Will (2013)
- Luv (2017)
- Cross (2019)